# Jamesbrittenia elegantissima
Jamesbrittenia elegantissima là một loài thực vật có hoa trong họ Huyền sâm. Loài này được (Schinz) Hilliard mô tả khoa học đầu tiên năm 1992.